# Pellenes gerensis
Pellenes gerensis là một loài nhện trong họ Salticidae.
Loài này thuộc chi Pellenes. Pellenes gerensis được Hsen Hsu Hu miêu tả năm 2001.